# Histoire enseignement
 (septembre 2008).
Si vous disposez d'ouvrages ou d'articles de référence ou si vous connaissez des sites web de qualité traitant du thème abordé ici, merci de compléter l'article en donnant les références utiles à sa vérifiabilité et en les liant à la section « Notes et références ».
Le terme d’histoire enseignement a été introduit dans la langue française pour rendre compte à la fois de la spécificité de certaines histoires par rapport à d’autres et pour montrer le point commun entre des histoires classées différemment par le monde savant.[réf. nécessaire]
Pour ce qui est de la spécificité, elle n’est pas simple à définir ; Robert Ornstein tente de le faire :
« En surface, les histoires enseignements apparaissent souvent peu différentes des contes magiques et des histoires folkloriques. Mais elles sont conçues pour inclure des traits et des relations – leurs personnages, leur suspense, leur univers imaginaire – qui nourrissent une partie de la pensée qui n’est pas accessible par des moyens plus directs, élargissant ainsi notre champ de compréhension. De plus notre capacité à développer une pensée critique est aiguisée. »
Le terme est particulièrement employé pour désigner les histoires du monde soufi comme celles de Nasr Eddin Hodja ou encore Farid Al-Din Attar.
Certains[Qui ?] évoquent la capacité de ce terme à servir de classe à des catégories d’histoire comme le koan Zen ou la parabole. Il semble tout aussi inadéquat de nommer une parabole « histoire enseignement » que de nommer une histoire enseignement « parabole »[réf. nécessaire]. Et ainsi de suite avec les termes « histoire morale », koan, etc.
Ce fait n’empêche pas que telle histoire enseignement du monde soufi puisse fortement ressembler à telle parabole du monde évangélique (gréco-chrétien), à telle histoire morale ou fable de la Grèce ancienne, à telle midrash du monde biblique, etc.
De même, au niveau des personnages, on observe des similarités entre Nasr Eddin Hodja et le schlemel de telle histoire juive par exemple[réf. nécessaire]. 